# JonBenét Ramsey
JonBenét Patricia Ramsey, född 6 augusti 1990 i Atlanta, Georgia, död 25 december 1996 i Boulder, Colorado, var en ung amerikansk skönhetsdrottning. Förnamnet JonBenét är en kombination av faderns båda förnamn John och Bennett.
Julen 1996 mördades den 6-åriga JonBenét under mystiska omständigheter. Hon påträffades död i ett litet rum i familjens källare. Hennes fötter och händer var hopbundna och hon hade tejp för munnen. Föräldrarna, John (född 1943) och Patsy Ramsey (1956–2006), var under flera år huvudmisstänkta för mordet till den 16 augusti 2006 då John Mark Karr, en före detta lärare greps i Bangkok för mordet. Det visade sig dock snart att Karr var oskyldig och mordet är fortfarande 2025 olöst.

## Biografi
JonBenét Patricia Ramsey föddes den 6 augusti 1990 i Atlanta i Georgia och var dotter till affärsmannen John Bennett Ramsey och dennes hustru Patricia "Patsy" Ann Ramsey, född Pasch. Hon var deras andra barn och första dotter. Hennes äldre bror Burke föddes 1987. När JonBenét var några månader flyttade familjen till Boulder i Colorado. Under julhelgen 1996 mördades den då sexåriga JonBenét och mordet har blivit ett av de mest omskrivna kriminalmysterierna i modern tid. Något som har blivit mycket omdebatterat är att JonBenét deltog i skönhetstävlingar för barn; vid sin död hade hon vunnit flera titlar, däribland "Little Miss Colorado".
John och Patricia Ramsey betraktades länge som huvudmisstänkta för mordet på dottern. De förklarade sig oskyldiga men många upplevde att de visade en stark motvilja att samarbeta med polisen och uppfattade det som underligt. Frågan om Burke hade något att göra med sin systers död ställdes. År 2008 offentliggjorde åklagarämbetet i Boulder att nya DNA-bevis i fallet friade familjen från alla misstankar. År 2013 avslöjade juridiska dokument, som blivit offentliga, att en specialjury som tillsatts 1999 för att granska bevismaterial och ta beslut om åtal hade velat åtala föräldrarna för brott, men den dåvarande distriktsåklagaren vägrade att underteckna de nödvändiga dokumenten.
Lou Smith var en polis som hade trettio års erfarenhet av utredningsarbete och hade arbetat med över 200 mordfall och löst 90 procent av dem. År 1997 anställdes han av distriktsåklagaren i Boulder för att gå igenom allt utredningsmaterial i fallet och göra en utvärdering. Smith drog slutsatsen att JonBenét hade mördats av en inkräktare. Han fortsatte att jobba med fallet fram till sin död 2010.
John C. Douglas grundade FBI:s beteendevetenskapliga avdelning och var dess chef i många år. Han analyserade fallet och kom fram till samma svar som Smith. Lou Smiths och John Douglas relation till familjen Ramsey har gjort att många tvivlat på deras objektivitet.
Patsy Ramsey avled i cancer 2006. Hon är begravd bredvid sin dotter på Saint James Episcopal Cemetery i Marietta i Georgia.
År 2006 arresterades den 41-årige före detta läraren John Mark Karr som misstänkt för mordet. DNA-bevisen i fallet visade att han var oskyldig. Mordet på JonBenét är fortfarande 2020 olöst.